# Azov
Azov (rusko Азов, Azov) je mesto v Rostovski oblasti Ruske federacije, ki leži v delti reke Don, približno 7 km od Azovskega morja, ki se imenuje po njem. Je velika morska in rečna luka z 90.642 prebivalci.

## Zgodovina

### Najstarejša naselitev
Ustje Dona je bilo že v davnini pomembno trgovsko središče. Grki iz Bosporskega kraljestva so na začetku 3. stoletja pr. n. št. v njem ustanovili svojo kolonijo Tanais, kakor so Grki imenovali Don. Ostanki Tanaisa ležijo pri vasi Nedvigovka kakšnih 20 km severno od Azova.
Nekaj stoletij kasneje je kolonijo opustošil kralj Ptolemon Bosporski. Ponovna naselitev  grških kolonistov je mestu sprožila nov razcvet. Kolonija je propadla po vdoru Gotov v 3. stoletju n. št., ki so mesto skoraj v celoti uničili. V 10. stoletju  je cela regija je prišla pod oblast slovanske kneževine Tmutarakan. Leta 1067 so jo zasedli Kipčaki in jo preimenovali v Azak (nižina). Iz tega imena izhaja sodobno ime mesta Azov.
V 13. in 14. stoletju je večino obale Azovskega morja osvojila tatarska Zlata horda. Beneški in genovski trgovci so kljub temu dobili dovoljenje za trgovanje in so na mestu sedanjega Azova ustanovili svojo kolonijo  imenom Tana (Al Tana). Azov je bil od leta 1471 pod oblastjo Osmanskega cesarstva. Turki so na griču nad mestom zgradilo mogočno trdnjavo, ki je obvladovala tudi okolico mesta.

### Azovska trdnjava
Donskim kozakom je leta 1637 v eni od najslavnejših bitk v njihovi zgodovini uspelo zavzeti azovsko trdnjavo, ki jo je branilo 4000 vojakov, oboroženih z 200 topovi. Trdnjavo so imeli v svojih rokah celih pet let. Leta 1641 so celo zdržali dolgo turško obleganje. Po umiku turške vojske je car Aleksej I. sklical ruski parlament – Zemskij Sobor in se odločil trdnjavo vrniti Turkom, da bi se izognil splošni vojni z Osmanskim cesarstvom. Kozaki so pred predajo trdnjave uničili vse fortifikacije.
Car Peter Veliki je med velikimi azovskimi ofenzivami leta 1696 ponovno osvojil trdnjavo. Po neuspeli ofenzivi na Moldavijo leta 1711 je bil prisiljen podpisati premirje s sultanom Ahmedom III. in Azov vrniti Turkom.
Po rusko-turški vojni (1768–1774) je po podpisu miru v Kučuk-Kajnardžiju leta 1774 Azov zasedla vojska ruskega generala Petra Rumjanceva in mesto je dokončno pripadlo Rusiji. Sedem let je bil glavno mesto istoimenske gubernije, po vzponu bližnjega Rostova na Donu pa je njegova pomembnost padla in uprava se je preselila v Rostov.
Med drugo svetovno vojno je Azov okupiral nemški Wehrmacht in ga obdržal od julija 1942 do februarja 1943.

## Podnebje
Azov ima vlažno celinsko podnebje (Köppenova klimatska klasifikacija Dfa), se pravi topla poletja, hladne zime (za ruske razmere ne preveč hladne) in bolj malo padavin.
| Podnebni podatki za Azov                    | Podnebni podatki za Azov | Podnebni podatki za Azov | Podnebni podatki za Azov | Podnebni podatki za Azov | Podnebni podatki za Azov | Podnebni podatki za Azov | Podnebni podatki za Azov | Podnebni podatki za Azov | Podnebni podatki za Azov | Podnebni podatki za Azov | Podnebni podatki za Azov | Podnebni podatki za Azov | Podnebni podatki za Azov |
| Mesec                                       | Jan                      | Feb                      | Mar                      | Apr                      | Maj                      | Jun                      | Jul                      | Avg                      | Sep                      | Okt                      | Nov                      | Dec                      | Letno                    |
| ------------------------------------------- | ------------------------ | ------------------------ | ------------------------ | ------------------------ | ------------------------ | ------------------------ | ------------------------ | ------------------------ | ------------------------ | ------------------------ | ------------------------ | ------------------------ | ------------------------ |
| Povprečna visoka temperatura °C             | −0.9                     | 0.3                      | 6.2                      | 16.3                     | 22.8                     | 26.5                     | 28.7                     | 27.9                     | 22.5                     | 14.6                     | 7.5                      | 2.5                      | 14.6                     |
| Povprečna nizka temperatura °C              | −7.2                     | −6.4                     | −1.3                     | 6.4                      | 12.3                     | 16.3                     | 18.1                     | 16.8                     | 11.9                     | 5.8                      | 1.4                      | −2.9                     | 5.9                      |
| Povprečna količina padavin mm               | 47                       | 37                       | 31                       | 43                       | 53                       | 67                       | 51                       | 37                       | 36                       | 30                       | 46                       | 61                       | 539                      |
| Povp. št. dni s padavinami                  | 9                        | 7                        | 6                        | 7                        | 7                        | 7                        | 6                        | 5                        | 5                        | 5                        | 8                        | 10                       | 82                       |
| Vir: World Meteorological Organisation (UN) |                          |                          |                          |                          |                          |                          |                          |                          |                          |                          |                          |                          |                          |